# Archibald Liversidge

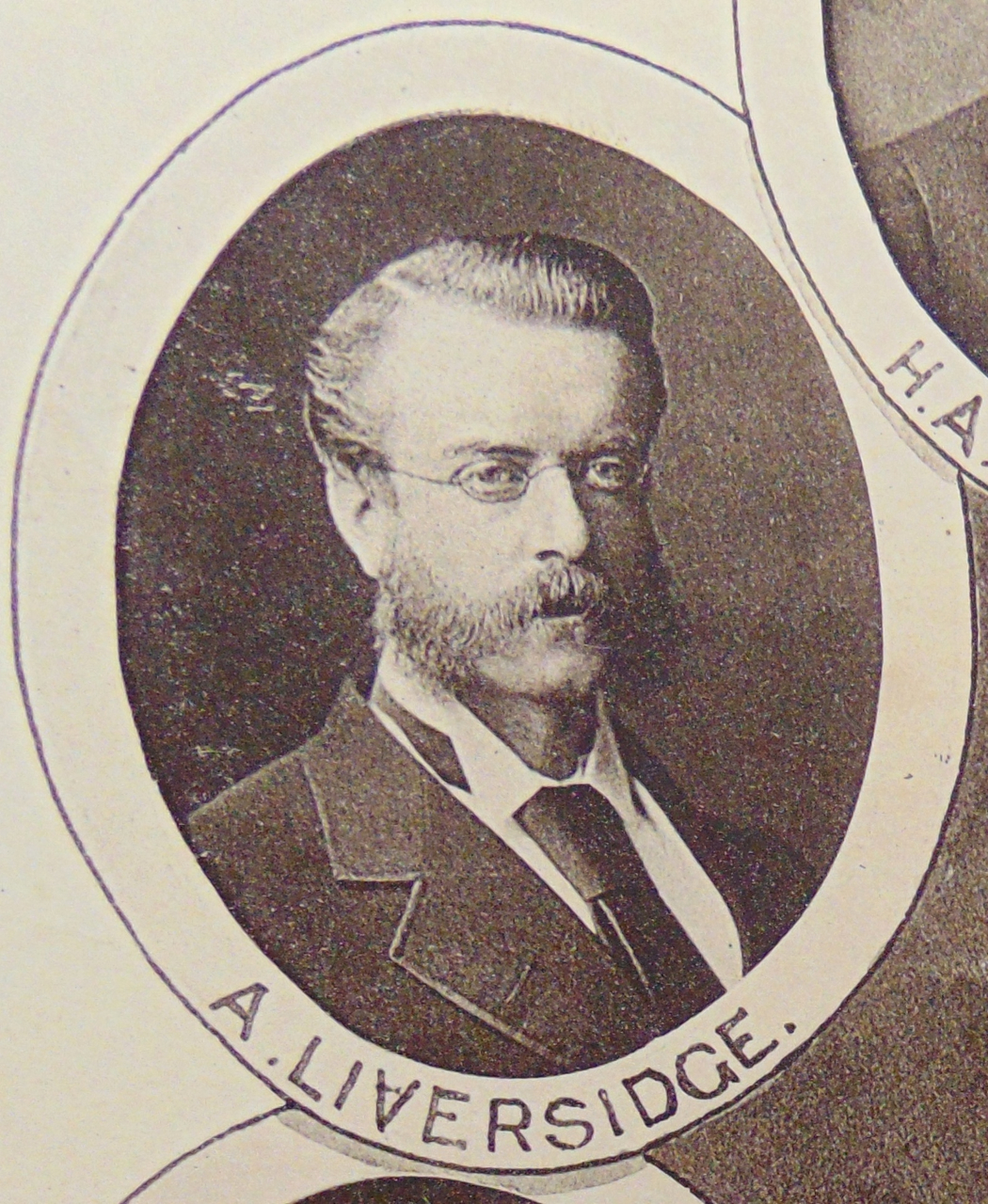
Archibald Liversidge

Archibald Liversidge (* 17. November 1847 in Turnham Green, London; † 26. September 1927 in London) war ein britisch-australischer Chemiker und Mineraloge.
Liversidge studierte ab 1866 Chemie, Mineralogie und Metallurgie am Royal College of Chemistry und der Royal School of Mines in London und gewann als Student einige Auszeichnungen (wie ein Royal Exhibition Stipendium). Er wurde Associate der School of Mines, lehrte Chemie als Instructor am Royal College of Naval Architecture und gewann 1870 ein Stipendium für die Universität Cambridge (Christ’s College), wo er 1871 Demonstrator im Chemielabor der Universität wurde und seinen Magister artium Abschluss erwarb. 1872 wurde er Reader in Geologie an der University of Sydney und zog nach Australien. 1874 wurde er Professor für Geologie und Mineralogie und 1881 für Chemie und Mineralogie, was 1891 in eine Professur für Chemie geändert wurde. Von der Gründung 1882 bis 1904 war der Dekan der naturwissenschaftlichen Fakultät (Faculty of Science) und 1892 gründete er die School of Mines der Universität Sydney. Er baute die Chemiefakultät auf und ließ, was damals selten war, Frauen zum Studium zu. 1907 wurde er emeritiert und zog 1909 wieder nach England. Dort war er 1909 bis 192 Vizepräsident der Society of Chemical Industry (deren Ableger in Sydney er 1902 gegründet hatte und deren Vorsitzender er 1903 bis 1905 war) und 1910 bis 1913 Vizepräsident der Chemical Society. Er lebte in London und war zeitlebens unverheiratet.
Archibald Liversidge war Fellow der Royal Society (1882). Er wurde am 27. Oktober 1894 Mitglied der Leopoldina. Er war Gründer der Australasian Association for the Advancement of Science und war lange deren Ehren-Sekretär und 1898 deren Präsident. Er war mehrfach Präsident der Royal Society of New South Wales, die er wesentlich reformierte. Er war Ehren-Fellow der Royal Society of Edinburgh und Ehrendoktor der University of Glasgow. Er war Trustee des Australian Museum in Sydney und er war wesentlich an der Gründung des Technischen Museums in Sydney beteiligt, wozu er 1878 technische und naturwissenschaftliche Museen in Europa besuchte. Er bemühte sich nicht nur um die Anhebung der Universitätsbildung in den Naturwissenschaften in Sydney, sondern auch des Schulunterrichts.
Er war einer der ersten der Gold und Platin in Meteoriten-Staub nachwies. Von ihm stammen über 100 wissenschaftliche Veröffentlichungen.
Die Faraday Society der Royal Society of Chemistry benannte ihren Liversidge Award nach ihm. Er wird für Leistungen in Physikalischer Chemie verliehen.

## Schriften
- The Minerals of New South Wales, Sydney: T. Richards 1876, 3. Auflage 1888, Archive[3]
- Tables for quantitative chemical analysis, arranged for the use of students, 2. Auflage 1903